# Gołąbek cukrówka

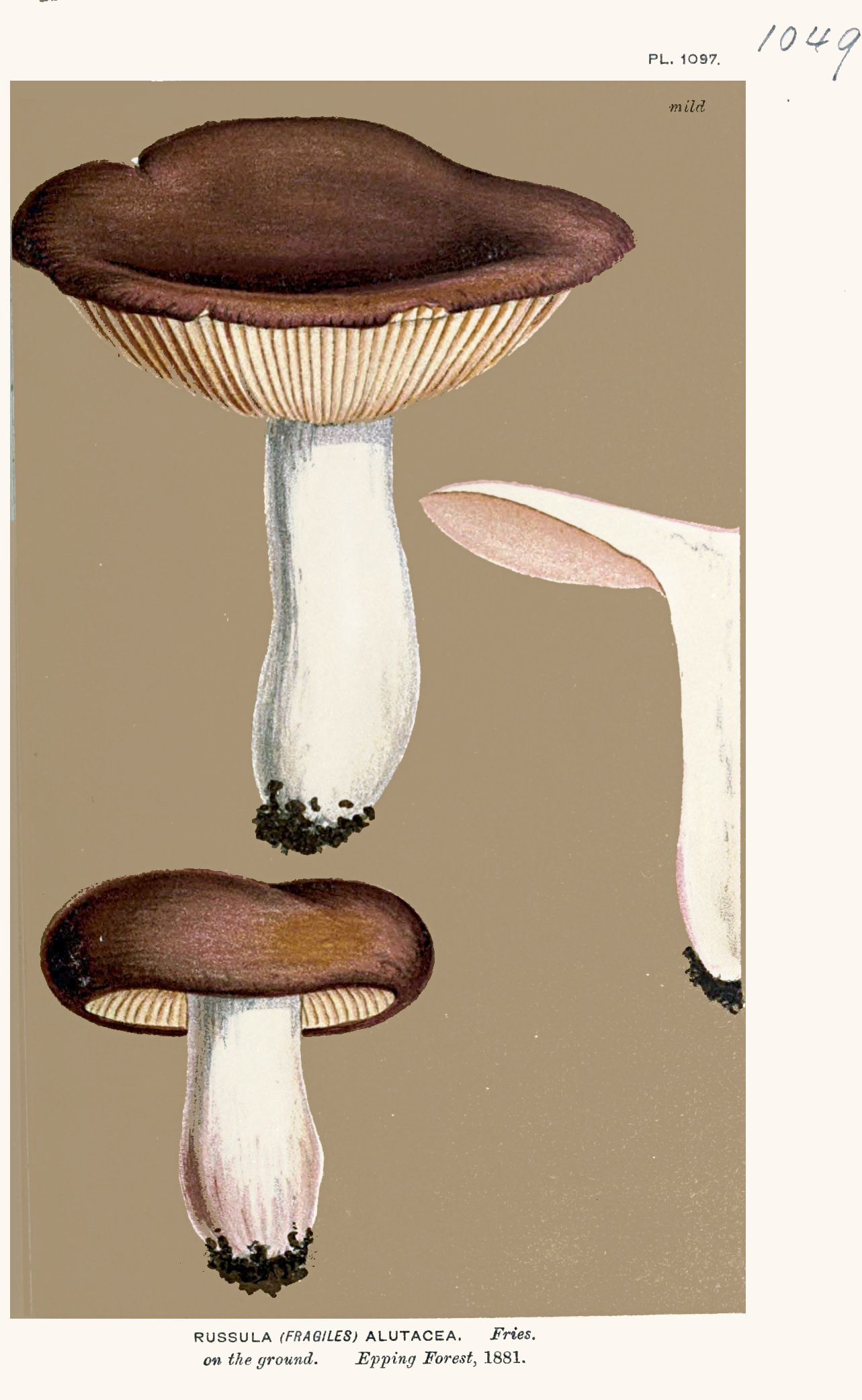

Gołąbek cukrówka (Russula alutacea (Fr.) Fr.) – gatunek grzybów należący do rodziny gołąbkowatych (Russulaceae).

## Systematyka i nazewnictwo
Pozycja w klasyfikacji według Index Fungorum: Russula, Russulaceae, Russulales, Incertae sedis, Agaricomycetes, Agaricomycotina, Basidiomycota, Fungi.
Po raz pierwszy takson ten zdiagnozował w 1821 r. Elias Fries, nadając mu nazwę Agaricus alutaceus. Obecną, uznaną przez Index Fungorum nazwę nadał mu w 1838 r. ten sam autor, przenosząc go do rodzaju Russula. Ma około 30 synonimów. Niektóre z nich:
- Russula alutacea var. citrinicolor R. Socha 2011
- Russula olivascens (Fr.) Fr. 1861)

Nazwę polską podała Alina Skirgiełło w 1991 r. Wcześniej gatunek ten (i podobne) podawany był pod nazwami: gołąbek czerwonka, cukrówka, gołąbek czerwony, syrojeszka czerwona, serojeszka czerwona. A. Skirgiełło podała także nazwę gołąbek oliwkowiejący dla Russula olivascens, jednak według Index Fungorum jest to synonim Russula alutacea.

## Morfologia
KapeluszŚrednica 7– 15 cm, kształt początkowo półkolisty, później coraz bardziej rozpostarty, na koniec z wklęsłym środkiem. Barwa górnej powierzchni kapelusza bardzo zmienna, najczęściej ciemnopurpurowa, winna, brązowoczerwona, z nabiegłym oliwkowobrązowo lub zielonawo środkiem. Dość często występują czerwonawe plamy. Brzeg tępy, podgięty i równy, w starszych owocnikach nieco karbowany. Skórka z górnej części kapelusza łatwo się zdejmuje (do połowy kapelusza).
BlaszkiGrube i szerokie, czasami rozwidlone lub tworzące anastomozy. U młodych osobników kremowe, u starszych ciemnożółte.
TrzonWysokość 4–8 cm, grubość 1,5–3 cm, walcowaty, początkowo pełny, później watowaty, bez pierścienia. Gładki, biały, miejscami różowe smugi.
MiąższGruby, jędrny, o łagodnym smaku i słabym owocowym zapachu. Ma biały kolor, tylko przy brzegu kapelusza jest żółtawy.
Wysyp zarodnikówŻółty. Zarodniki szeroko elipsoidalne o powierzchni brodawkowato-siateczkowatej i rozmiarach 7–10 × 6–8,5 μm, pokryte dużymi brodawkami, które miejscami tworzą paciorkowate linie lub niepełne grzbiety. Łysinka dobrze widoczna. Podstawki 45-58 × 10,5–13 μm. Cystydy do 117 × 14,5 μm, wrzecionowate, zakończone długim i ostrym kończykiem, słabo reagujące z sulfowaniliną.
Gatunki podobne
Bywa mylony z gołąbkiem oliwkowym (Russula olivacea), a także z gołąbkiem Romella (Russula romellii).

## Występowanie
Występuje w Ameryce Północnej, Europie, Azji i Australii. W Polsce gatunek rzadki. Znajduje się na Czerwonej liście roślin i grzybów Polski. Ma status E – gatunek wymierający.
Grzyb naziemny występujący w lasach liściastych, rzadziej w iglastych, także w parkach. Rośnie na ziemi wśród liści, szczególnie pod bukami, rzadziej pod dębami. W lasach iglastych rośnie pod świerkiem pospolitym i sosną zwyczajną. Owocniki pojawiają się od lipca do października.

## Znaczenie
Grzyb jadalny, mykoryzowy.